# Petra Kurth
Petra Kurth ist eine ehemalige deutsche Fußballspielerin.

## Karriere
Kurth gelangte 1983 zum FSV Frankfurt, für den sie bis 1985 als Abwehrspielerin zum Einsatz kam. Sie gehörte zu jenen Spielerinnen, die am 30. Juni 1984 im heimischen Stadion am Bornheimer Hang das Finale um die Deutsche Meisterschaft gegen die SSG 09 Bergisch Gladbach bestritten und dieses – trotz des Führungstores durch Susanne Jahn in der 27. Minute – mit 1:3 verloren hatten. Im Olympiastadion Berlin gewann sie am 26. Mai 1985 vor 25.000 Zuschauern – als Vorspiel zum Männerfinale – das Finale um den Vereinspokal, da sich ihre Mannschaft mit 4:3 im Elfmeterschießen gegen den KBC Duisburg durchzusetzen wusste; sie spielte eine Halbzeit lang, bevor sie für Britta Unsleber ausgewechselt wurde.

## Erfolge
- Finalist Deutsche Meisterschaft 1984
- DFB-Pokal-Sieger 1985